# Stibadium concinnum
Stibadium concinnum là một loài bướm đêm trong họ Noctuidae.